# Atilio Sivirichi Tapia
Atilio Sivirichi Tapia (Cuzco, 25 de abril de 1905-Lima, 31 de enero de 2000) fue un historiador y docente universitario peruano. 

## Biografía
Hijo de Francisco Sivirichi Ramos y Zelmira Tapia Arguedas.
Inició sus estudios escolares en el Colegio Americano, cuyo director era su padre, un reputado maestro. Continuó su educación primaria y secundaria en el Colegio Nacional de Ciencias y Artes del Cusco.
Sus estudios superiores los cursó en las Facultades de Letras y de Jurisprudencia de la Universidad Nacional de San Antonio Abad del Cusco y la Universidad Mayor de San Marcos. En la primera se graduó de doctor. Fue secretario general de la Federación de Estudiantes del Perú.
Durante el Oncenio de Augusto B. Leguía participó en la Logia Federal del Cusco, bajo la dirección de David Samanez Ocampo y Francisco Tamayo Pacheco (1924). Sufrió persecución política, siendo apresado y confinado en la isla de San Lorenzo.
Ya radicado en Lima, ingresó al servicio del Poder Legislativo del Perú, jubilándose tras 42 años de servicio oficialmente reconocidos, hasta alcanzar la categoría de director legislativo de la Cámara de Senadores.
Siguiendo la tradición familiar, se dedicó al magisterio, como profesor de Historia en diversos colegios de educación secundaria, tanto estatales como particulares. Ejerció también la docencia universitaria, dictando las asignaturas de Derecho Indiano y de Historia del Perú en la Universidad Mayor de San Marcos, la Universidad de San Martín de Porres y las Universidades Populares González Prada. También fue profesor en el Instituto Pedagógico Nacional de Varones (1944-1953) y la Escuela Nacional Autónoma de Bellas Artes de Lima (1952-1976).
En las elecciones generales de 1956 fue elegido diputado por el departamento Cusco para el periodo 1956-1962, llegando a ser secretario de su cámara y del Congreso Nacional en 1958. Fue secretario del doctor Ángel Gustavo Cornejo.
Durante el segundo gobierno de Fernando Belaúnde asumió la presidencia de la Comisión Nacional del Bicentenario de la Rebelión Emancipadora de Túpac Amaru II (1980). Como parte de las ceremonias, presidió en el Cusco la inauguración del monumento ecuestre de Túpac Amaru II. Asimismo, dirigió la edición de una Colección Documental del Bicentenario, compuesta de cinco volúmenes (1980- 1982), y dos más con estudios conmemorativos.
Fue socio fundador y presidente del Instituto Sanmartiniano del Perú (1983-1985) y miembro activo de la Sociedad Geográfica de Lima, desde 1930.

## Condecoraciones
- Orden de las Palmas Magisteriales en el grado de Amauta (1999).[2]

## Publicaciones
Sus principales publicaciones son las siguientes:
- Prehistoria peruana (1930). Prólogo de José Uriel García.
- América indígena (1933)
- La fundación de Lima (1935)
- Derecho indígena peruano. Proyecto de Código Indígena (1946)
- Historia del Senado del Perú (Tomo I, 1955)
- Breve historia de nuestro mar (1968)
- La revolución social de los Túpac Amaru (1979)
- Machu Picchu (1981), antología de textos históricos y poéticos, a los que se añade estudios fotográficos de Luis Alberto Rozas.

Fue autor también de una serie de textos escolares sobre la Historia del Perú, de América y del Mundo, que se publicaron repetidamente durante las décadas de 1930 y 1940.